# KHL All-Star Game
Das All-Star-Game der Kontinentalen Hockey-Liga (russisch Матч Всех Звёзд Континентальной Хоккейной Лиги) ist ein Eishockey-Freundschaftsspiel der besten und beliebtesten Spieler der europäischen Profiliga Kontinentale Hockey-Liga (KHL), das, nachdem ein Großteil der regulären Saisonspiele absolviert ist, als Wettkampf zwischen zwei Auswahlmannschaften stattfindet. Während in den ersten beiden Ausgaben jeweils eine Auswahl ausländischer Spieler gegen russische Spieler antrat, kam es bei der Austragung 2011 zum Duell zwischen einer Auswahl der West- gegen eine Auswahl der Ost-Konferenz. 2017 wurde das Format geändert: Jede der vier Divisionen stellte ein Team zusammen, welche in Halbfinals eine Finalpaarung ermittelten.
Jedes der beiden Teams besteht aus zwei Torhütern, sechs Verteidigern und neun Stürmern. Die ersten sechs Spieler pro Team, die das Spiel eröffnen, werden von den Fans gewählt. Die restlichen Spieler pro Team werden von Medienvertretern und der Ligenleitung der KHL ausgewählt.
Vor dem eigentlichen All-Star-Game findet die KHL All-Star Skills Competition statt, in der verschiedene Fähigkeiten der anwesenden Spieler demonstriert werden.

## Austragungen
| Jahr | Mannschaft 1 (Kapitän)               | Ergebnis | Mannschaft 2 (Kapitän)                    | Austragungsort                           |
| ---- | ------------------------------------ | -------- | ----------------------------------------- | ---------------------------------------- |
| 2009 | Weltauswahl (Jaromír Jágr)           | 7:6      | Team Russland (Alexei Jaschin)            | Roter Platz, Moskau                      |
| 2010 | Weltauswahl (Jaromír Jágr)           | 11:8     | Team Russland (Alexei Jaschin)            | Minsk-Arena, Minsk                       |
| 2011 | Team Ost (Jaromír Jágr)              | 18:16    | Team West (Alexei Jaschin)                | Eissportarena, Sankt Petersburg          |
| 2012 | Team Ost (Sergei Fjodorow)           | 15:11    | Team West (Sandis Ozoliņš)                | Arena Riga, Riga                         |
| 2013 | Team Ost (Alexei Morosow)            | 18:11    | Team West (Ilja Kowaltschuk)              | Eissportarena Traktor, Tscheljabinsk     |
| 2014 | Team West (Ilja Kowaltschuk)         | 18:16    | Team Ost (Sergei Mosjakin)                | Zimný štadión Ondreja Nepelu, Bratislava |
| 2015 | Team Ost (Danis Saripow)             | 18:16    | Team West (Ilja Kowaltschuk)              | Bolschoi-Eispalast, Sotschi              |
| 2016 | Team West (Alexander Radulow)        | 28:23    | Team Ost (Sergei Mosjakin)                | VTB-Eispalast, Moskau                    |
| 2017 | Tarassow-Division (Maxim Afinogenow) | 2:3      | Tschernyschow-Division (Jewgeni Medwedew) | Ufa-Arena, Ufa                           |